# クリスティン・コースガード
クリスティン・コースガード（Christine Marion Korsgaard, 1952年 - ）は、アメリカ合衆国の哲学者。道徳哲学・道徳哲学史を専門としており、道徳哲学と形而上学、心の哲学、人格の同一性の関係、そして人格的関係、規範性の問題一般にも取り組んでいる。これまでにエール大学、カリフォルニア大学サンタバーバラ校、シカゴ大学での教育歴がある。1991年にハーバード大学教授に就任し、現在同大学アーサー・キングスレー・ポーター哲学教授。道徳哲学におけるカント的立場を擁護する業績で知られており、「今日、最も主導的な道徳哲学者の一人」とも言われている。

## 来歴
コースガードはイースタン・イリノイ大学に入学し2年在籍した後、イリノイ大学に編入学し学士号を取得、卒業後はハーバード大学に進みジョン・ロールズの指導のもと博士号を取得した。2004年にはイリノイ大学から名誉博士号（LHD Doctor of Humane Letters）を授与された。イリノイ州フロスモアにあるホームウッド・フロスモア高校を1970年に卒業している。
1996年、コースガードは『義務とアイデンティティの倫理学（The Sources of Normativity）』を出版したが、これは人間の価値に関するタナー講義を改訂したものである。また同年、カントの道徳哲学についての論文と現代道徳哲学をカント的アプローチから論じた論文を収めた論文集『目的の王国の建築（Creating the Kingdom of Ends）』も発表している。2002年、オックスフォード大学で女性としては史上初めてのジョン・ロック講義を行った。この講義は『自己の構成：行為主体性、同一性、全一性（Self-Constitution: Agency, Identity, and Integrity）』として上梓されている。
2001年にアメリカ芸術科学アカデミーの会員に、2015年には英国学士院（ブリティッシュ・アカデミー）の客員会員に選出された。

## 著作

### 単著
- (2009) Self-Constitution: Agency, Identity, and Integrity, Oxford University Press.
- (2008) The Constitution of Agency, Oxford University Press.
- (1996a) The Sources of Normativity, New York: Cambridge University Press, ISBN 0-521-55059-9.
寺田俊郎、後藤正英、三谷尚澄、竹山重光訳『義務とアイデンティティの倫理学――規範性の源泉』岩波書店、2005年
- (1996b) Creating the Kingdom of Ends, New York: Cambridge University Press, ISBN 0-521-49644-6.

### 論文
- (1986) "Skepticism about Practical Reason," The Journal of Philosophy 83 (1): 5-25.  (Reprinted in as ch.11 in Korsgaard (1996b), pp. 311–334.)
- (1997) "The Normativity of Instrumental Reason", ch. 8 in Garrett Cullity & Berys Gaut (eds.) Ethics and Practical Reason, Oxford: Clarendon Press, pp. 215–54.  (Reprinted with Afterword in Korsgaard (2008), pp. 27–69.)